# Ambrosia Anderson
Pour les articles homonymes, voir Anderson.
Ambrosia Anderson (née le 14 mars 1984 à Colorado Springs, Colorado) est une joueuse américaine de basket-ball.

## Biographie
Après la Thomas B. Doherty High School à Colorado Springs, Ambrosia Anderson porte à 120 reprises le maillot des Cougars à l’Université Brigham Young pour 10,7 points et 5.3 rebonds de moyenne en carrière. Pour son année senior en 2006, elle est la meilleure marqueuse (18,7) et rebondeuse (7,4) de la formation. Elle devient la 18e Cougar à passer la barre des 1000 pints inscrits.
Elle est le 17e choix de la draft WNBA 2006 du Shock de Détroit. Elle est transférée au Lynx du Minnesota contre Jacqueline Batteast, mais son contrat est rompu avant le début de saison. Elle est signée quelques rencontres par le Sun du Connecticut mais est renvoyée après une seule entrée en jeu, puis signée par le Liberty de New York pour quelques rencontres. 
Elle débute en Europe en 2007-2008 en Grèce avec le club des « Siemens Team », gagnant une sélection pour le All Star Game grec. Elle aligne 22 points par rencontre d'Eurocoupe avec Coimbra au Portugal l'année suivante. En 2009-2010, elle s'installe pour plusieurs saisons en Israël d'abord au Ramat Hasharon Electra avec lequel elle signe le doublé coupe/championnat étant meilleure ailière du championnat avec 15,4 points et 7 rebonds de moyenne. Elle poursuit au Maccabi Ashod, finaliste du championnat, avec 14,8 points et 5,7 rebonds lors de l’exercice 2011-2012. Lors de la saison 2011-2012, elle débute à Hapoel Rishon Le Zion puis se dirige vers Elitzur Netanya pour compiler 17,1 points et 8,8 rebonds. En 2012-2013, elle rejoint la République Tchèque au club de BK Trutnov pour 18,4 points et 8,3 rebonds avant de rejoindre l'année suivante la LFB et les Flammes Carolo basket à Charleville. L'ailière américaine a d'ailleurs prolongé son aventure avec Charleville pour la saison 2014-2015. Après deux saisons dans les Ardennes, elle rejoint Nice où elle était pistée de longue date par le coach Rachid Meziane : « Charleville voulait la conserver mais ne s’est pas clairement positionné. Nous, ça fait deux ans qu’on la suit. On est tombé sous le charme quand on l’a vue jouer à l’Open à Paris. […] On veut la responsabiliser. Elle est importante car c’est une joueuse étrangère qui connait la division ».
Pour sa seconde année à Nice, elle inscrit en moyenne 9,7 points, 3,5 rebonds et 1,4 passe décisive en LFB. Elle démarre la saison 2017-2018 en Israël à l'Elitzur Holon avant de rejoindre Nantes Rezé pour suppléer Margret Skuballa blessée.

## Palmarès
- Challenge Round LFB 2016[12].

## Distinctions personnelles
- Mountain West ConferenceCo-Player of the Year[8]
- All-MWC First Team (2006)[8]
- Kodak All-American Honorable Mention (2006)[8]
- Championnat et Coupe d'Israël 2010